# Divlja liga
Divlja liga je u Hrvatskoj pa i u svijetu najpoznatije amatersko vaterpolsko prvenstvo koje se odvija na dubrovačkim plažama i kupalištima.
Utakmice se igraju na dubrovačkim kupalištima, dok se završnica igra u Portu (staroj gradskoj luci) i prenosi se na Dubrovačkoj televiziji. Iako je načelno amatersko natjecanje, Divlja liga je vrlo praćena i u boljim momčadima uglavnom igraju ljudi koji su prošli Jugovu školu i bili respektabilni u mlađim kategorijama. Utakmice sude međunarodni suci s licencom FINA-e i LEN-a. Završnicu obično sudi profesionalni sudac iz Splita Neno Periš (sudio na SP-u 2013.), a ponekad sude i strani suci. Treneri Solituda bili su hrvatski reprezentativci Nikša Dobud, Pavo Marković i Tihomil Vranješ, a Porporelu je 2007. do naslova vodio Andro Bušlje. Divlju ligu jedanput je osvojio hrvatski profesionalni plivač s invalidnošću Mihovil Španja.
Dubrovačka kupališta na kojima su se igrale utakmice Divlje lige 2017. i 2018. su Danče, Porporela, Mokošica, Orašac, Mlini, Plat, Cavtat, Luka Čilipi i Pasjača Popovići. Ranijih godina utakmice su održavane i na Bellevueu, u Šulića u Pilama i na Copacabani.

## Povijest
Nije poznato kada je održano prvo amatersko prvenstvo Dubrovnika u vaterpolu (Divlja liga), ali je to zacijelo bilo prije više od 80 godina. Od 1949. do 1961. godine prvenstva Dubrovnika u vaterpolu održavana su skoro svakog ljeta, a za neke od tadašnjih prvaka, među kojima je lapadska momčad "Piplić", utvrđena je godina osvajanja prvenstva.
Od 1962. do 1983. godine, prvenstvo dubrovačkih kupališnih momčadi održalo se samo 1973. godine, a pobijedio je "Bellevue".
Nakon "Divlje lige 1973", neki kupališni sastavi (Bellevue, Gusar, Cavtat) registrirani su kao klubovi, pa su od "pravih" kupališnih momčadi ostale samo "Piplić" i "Danče", te su (od 1975. godine) natjecanja između dubrovačkih vaterpolskih kupališnih momčadi ponovno zamrla.
Od 1983. godine Divlja liga je održavana tradicionalno svako ljeto osim 1992. i 1995. godine za vrijeme Domovinskog rata i najžešćih napada na Dubrovnik i okolicu.
Vaterpolsko prvenstvo dubrovačkih plaža i kupališta (Divlja liga), u sadašnjem obliku, pokrenuto je 1983. godine, na inicijativu skupine zaljubljenika u vaterpolo, koji su većinom bili okupljeni u tri momčadi, "VK Danče", "VK Penatur" i "VK Porporela". Igralo se na 3 igrališta; na plivalištu Bellevue, u uvali Kolačina te na Porporeli. Sudjelovalo je 10 ekipa. Kao prvi prvak Divlje lige ostala je zabilježena ekipa Bellevue '73. Finale se igralo 31.8. u Portu, a Bellevue '73 je bila bolja od VK Porporele nakon produžetaka 7:5. Na inicijativu članova VK Porporela prve godine prvenstva, finale Divlje lige je odigrano u Portu, što je od tada postala tradicija. Treće mjesto pripalo je Eliti. 27. srpnja 1984., na Dan ustanka, organizirano je drugo prvenstvo dubrovačkih kupališta, a.k.a. Divlja liga u vaterpolu. Nastupalo je 8 momčadi, podijeljenih u dvije skupine. Naslov pobjednika odnijela je momčad s Danača. U poluzavršnici pobijedila je Koktel 12:9, a u drugoj poluzavršnici Montovjerna je svladala Porporelu 7:6. Porporela je zauzela treće mjesto svladavši Koktel 16:14, a u završnici su Danče bile bolje od Montovjerne 8:6.
Godine 2013. prvi je put Divlju ligu osvojila momčad izvan grada. Štoviše, dvije su izvangradske momčadi bile u završnici. FUN H2O Mlini pobijedio je u poluzavršnici Solitudo (koji je u četvrtzavršnici pogotkom u posljednjoj sekundi 7:6 pobijedio branitelja naslova Montovjernu) 5:4, a Kamen mali Cavtat Špilju '94 Danče 13:10.
Divlja liga 2020. i 2021. godine nije održana zbog pandemije koronavirusa.

## 1985.
1985. održana je treća tradicionalna Divlja liga. Naslov prvaka po drugi put za redom osvojila je momčad s Danača, a završnica se po prvi put igra u staroj gradskoj luci.
Skupina A (Porporela):
- Porporela-Buža 5:3
- Copacabana-Buža 8:7
- Porporela-Copacabana 13:4

Poredak: 1. PORPORELA (4 boda), 2. Copacabana (2 boda), 3. Buža (0 bodova)
Skupina B (Kolorina):
- Penatur-Montovjerna 6:13
- Penatur-OŠK Mali 1:17
- Montovjerna-OŠK Mali 10:11

Poredak: 1. OŠK MALI (4 boda), 2. MONTOVJERNA (2 boda), 3. Penatur (0 bodova)
Skupina C (Danče):
- Danče-Libertas 15:10
- Libertas-Student 6:15
- Danče-Student 8:6

Poredak: 1. DANČE (4 boda), 2. Student (2 boda), 3. Libertas (0 bodova)
Poluzavršnica se igrala na Dančama i Porporeli, a u završnici u gradskoj luci se sastaju Danče i Porporela. Danče slave u završnici ishodom 11:8, a u utakmici za treće mjesto OŠK Mali je bolji od Montovjerne i to 12:6. Najboljim igračem turnira proglašen je igrač Danača Miro Filipović, najbolji strijelac je Ivica Čular (također Danče), a trofej za najboljeg vratara dobio je Tonči Masle (Porporela).

## 1986.
1986. opet se završnica održava u Portu. Pobjednik četvrte Divlje lige je Čingrija koja se izjednačila s Dančama u broju naslova.
Skupina A
- Čingrija-Plićak 14:3
- Montovjerna-Copacabana 8:12
- Plićak-Copacabana 7:9
- Čingrija-Montovjerna 19:9
- Montovjerna-Plićak 5:0
- Copacabana-Čingrija 4:15

Poredak: 1. ČINGRIJA (6 bodova), 2. COPACABANA (4 boda), 3. Montovjerna (3 boda), 4. Plićak (0 bodova)
Skupina B
- Penatur-Student 2:21
- Student-Porporela 8:13
- Porporela-Penatur 5:0

Poredak: 1. PORPORELA (4 boda), 2. Student (2 boda), 3. Penatur (0 bodova)
Skupina C
- Buža-Libertas 9:5
- Danče-Buža 16:3
- Libertas-Danče 10:26

Poredak: 1. DANČE (4 boda), 2. BUŽA (2 boda), 3. Libertas (0 bodova)
Skupina A
- Copacabana-Danče 11:14
- Čingrija-Copacabana 17:2
- Danče-Čingrija 9:7

Poredak: 1. DANČE (4 boda), 2. ČINGRIJA (2 boda), 3. Copacabana (0 bodova)
Skupina B
- Buža-Porporela 3:15
- Student-Buža 12:8
- Porporela-Student 14:5

Poredak: 1. PORPORELA (4 boda), 2. STUDENT (2 boda), 3. Buža (0 bodova)
U poluzavršnici je Čingrija pobijedila Porporelu 12:10, a Danče su pobijedile Student. Treće mjesto zauzela je Porporela svladavši Student 6:4, a u završnici je Čingrija bila bolja od Danača 11:5. Najbolji strijelac završnice bio je Zlatko Jovanović s 4 pogotka. Najboljim igračem proglašen je Joško Dender (Čingrija), najbolji vratar je Tonči Masle (Porporela), a najbolji strijelac s 36 pogodaka Bato Jovanović (Danče).

## Dosadašnji pobjednici
| Godina | Prvak              | Drugi             | Treći               |
| 1950.  | Porporela          |                   |                     |
| 1959.  | Piplić             |                   |                     |
| 1983.  | Bellevue 73        | Porporela         | Elita               |
| 1984.  | Danče              | Montovjerna       | Porporela           |
| 1985.  | Danče              | Porporela         | OŠK Mali (Bellevue) |
| 1986.  | Čingrija           | Danče             | Porporela           |
| 1987.  | Student            | Danče             | Porporela           |
| 1988.  | Copacabana         | Danče             | Roxy                |
| 1989.  | Roxy               | Copacabana        | Porporela           |
| 1990.  | Gjivovići Dolphins | Copacabana        | Porporela           |
| 1991.  | Copacabana         | Danče             | Montovjerna         |
| 1993.  |                    |                   | Danče               |
| 1994.  | Roxy               | Danče             | Copacabana          |
| 1995.  |                    |                   |                     |
| 1996.  | KIKS 04            | Danče             | FUN H2O Mlini       |
| 1997.  | KIKS 04            | Copacabana        | Elita               |
| 1998.  | Copacabana         | KIKS 04           | Elita               |
| 1999.  | Bellevue '90       | Danče             | Penatur             |
| 2000.  | KIKS 04            | Bellevue '90      | Elita               |
| 2001.  | KIKS 04            | Elita             | Špilja '94 Danče    |
| 2002.  | Špilja '94 Danče   | KIKS 04           | Elita               |
| 2003.  | Montovjerna        | Copacabana        | Porporela           |
| 2004.  | Copacabana         | Montovjerna       | Penatur             |
| 2005.  | Montovjerna        | Copacabana        | Penatur             |
| 2006.  | Palace             | Penatur           | Čingrija            |
| 2007.  | Porporela          | Čingrija          | Solitudo            |
| 2008.  | Solitudo           | Penatur           | Porporela           |
| 2009.  | Solitudo           | Čingrija          | Copacabana          |
| 2010.  | Penatur            | Solitudo          | Špilja '94 Danče    |
| 2011.  | Špilja '94 Danče   | Kamen mali Cavtat | Solitudo            |
| 2012.  | Montovjerna        | Solitudo          | Penatur             |
| 2013.  | Kamen mali Cavtat  | FUN H2O Mlini     | Solitudo            |
| 2014.  | FUN H2O Mlini      | Palace            | Špilja '94 Danče    |
| 2015.  | Kamen mali Cavtat  | Penatur           | Palace              |
| 2016.  | Elita              | FUN H2O Mlini     | Penatur             |
| 2017.  | FUN H2O Mlini      | Elita             | Kamen mali Cavtat   |
| 2018.  | Elita              | Porporela         | Kokoti              |
| 2019.  | Kamen mali Cavtat  | FUN H2O Mlini     | Elita               |
| 2020.  |                    |                   |                     |
| 2021.  |                    |                   |                     |
| 2022.  | Kokoti             | FUN H2O Mlini     | Porporela           |
| 2023.  | Porporela          | Kokoti            | PVG Gruški mul      |
| 2024.  | FUN H2O Mlini      | Porporela         | Kokoti              |

| Klub                | Zlato | Srebro | Bronca | Ukupno |
| ------------------- | ----- | ------ | ------ | ------ |
| Copacabana          | 4     | 4      | 1      | 9      |
| KIKS 04             | 4     | 2      | 0      | 6      |
| Porporela           | 3     | 4      | 8      | 15     |
| FUN H2O Mlini       | 3     | 4      | 1      | 8      |
| Kamen mali Cavtat   | 3     | 1      | 1      | 5      |
| Montovjerna         | 3     | 1      | 1      | 5      |
| Danče               | 2     | 7      | 1      | 10     |
| Elita               | 2     | 2      | 6      | 10     |
| Solitudo            | 2     | 2      | 3      | 7      |
| Čingrija            | 2     | 2      | 1      | 5      |
| Špilja '94 Danče    | 2     | 0      | 2      | 4      |
| Roxy                | 2     | 0      | 1      | 3      |
| Penatur             | 1     | 3      | 4      | 8      |
| Kokoti              | 1     | 1      | 2      | 4      |
| Palace              | 1     | 1      | 1      | 3      |
| Bellevue '90        | 1     | 1      | 0      | 2      |
| Gjivovići Doplhins  | 1     | 0      | 0      | 1      |
| Student             | 1     | 0      | 0      | 1      |
| Piplić              | 1     | 0      | 0      | 1      |
| PVG Gruški mul      | 0     | 0      | 1      | 1      |
| OŠK Mali (Bellevue) | 0     | 0      | 1      | 1      |

Napomene
1. Čingrija je 1983. nastupala pod imenom Bellevue 73.
2. Godine 1993. Divlja liga je održana, ali je finalna utakmica "Copacabana" - "Montovjerna" (na plivalištu "Bellevue") bila prekinuta zbog tučnjave igrača. Odlučeno je da se finalna utakmica ne ponovi. Budući da nije usvojen prijedlog da trećeplasirana momčad ("Danče") bude proglašena prvakom, za godinu 1993. se bilježi "bez prvaka".
3. Izvor https://web.archive.org/web/20121030112815/http://www.divljaliga.hr/?page=povijest

### Završnice
- 1983.: Belevue '73 - Porporela 7:5
- 1984.: Danče - Montovjerna 8:5
- 1985.: Danče - Porporela 11:8
- 1986.: Čingrija - Danče 11:5
- 1987.: Student - Danče 4:3
- 1988.: Copacabana - Danče 8:6
- 1989.: Roxy - Copacabana 11:9
- 1990.: Gjivovići Dolphins - Copacabana 12:11
- 1991.: Copacabana - Danče 6:5
- 1994.: Roxy - Danče 9:8
- 1996.: KIKS 04 - Danče 8:7
- 1997.: KIKS 04 - Copacabana 11:9
- 1998.: Copacabana - KIKS 04 9:4
- 1999.: Bellevue '90 - Danče 5:4
- 2000.: KIKS 04 - Bellevue '90 7:4
- 2001.: KIKS 04 - Elita 9:4
- 2002.: Špilja '94 Danče - KIKS 04 8:7
- 2003.: Montovjerna - Copacabana 7:5
- 2004.: Copacabana - Montovjerna 5:3
- 2005.: Montovjerna - Copacabana 8:1
- 2006.: Palace - Penatur 8:7 (nakon četveraca)
- 2007.: Porporela - Čingrija 7:4
- 2008.: Solitudo - Penatur 8:7
- 2009.: Solitudo - Čingrija 5:2
- 2010.: Penatur - Solitudo 8:6
- 2011.: Špilja '94 Danče - Kamen mali Cavtat 7:5
- 2012.: Solitudo - Montovjerna 6:7
- 2013.: FUN H2O Mlini - Kamen mali Cavtat 5:6
- 2014.: Palace - FUN H2O Mlini 3:3, 5:6 (četverci)
- 2015.: Kamen mali Cavtat - Penatur 5:4
- 2016.: Elita - FUN H2O Mlini 13:3
- 2017.: Elita - FUN H2O Mlini 5:6
- 2018.: Elita - Porporela 8:8, 10:9 (četverci)
- 2019.: Kamen mali Cavtat - FUN H2O Mlini 7:7, 2:1 (četverci)
- 2022.: Kokoti - FUN H2O Mlini 7:4
- 2023.: Porporela - Kokoti 6:5
- 2024.: FUN H2O Mlini - Porporela 7:5

### Sastavi pobjedničkih momčadi
Podrobniji članak na temu: Dodatak:Sastavi pobjedničkih momčadi Divlje lige

## Vanjske poveznice
- Službena stranica Divlje lige
- Službena stranica udruge Prvenstva dubrovačkih kupališta u vaterpolu